# José Antonio Jiménez Jiménez
José Antonio Jiménez Jiménez (Oviedo, 11 de noviembre de 1952 - Oviedo, 19 de enero de 2024), más conocido como Gitano Jiménez, fue un boxeador español de la categoría de peso pluma.

## Título
- Campeón de Europa del peso pluma (1973)
- Campeón de España del peso pluma (1972)
- Campeón de España del peso ligero junior (1971)